# Cumbala
Cumbala (em francês: Coumbala/Koumbala) é uma cidade ao norte da Costa do Marfim. É uma subprefeitura e comuna do departamento de Ferquessedugu, no distrito de Tchologo, na região das Savanas. Segundo censo de 1998, havia 16 966 residentes.